# Glenoleon osmyloides
Glenoleon osmyloides är en insektsart som först beskrevs av Carl Eduard Adolph Gerstäcker 1885. 
Glenoleon osmyloides ingår i släktet Glenoleon och familjen myrlejonsländor. Inga underarter finns listade i Catalogue of Life.